# Tunderlinka
Tunderlinka (en rus: Тиндерлинка) és un poble de l'óblast de Tomsk, a Rússia, que el 2015 tenia 11 habitants.